# Kampen om järntronen
Kampen om järntronen (originaltitel: A Game of Thrones), är den första romanen i Sagan om is och eld-serien av den amerikanska författaren George R.R. Martin. Den publicerades först den 1 augusti 1996. Romanen vann Locuspriset år 1997 och nominerades till Nebulapriset år 1997.
I romanen, som berättar om händelser från olika synvinklar, presenterar Martin handlingar som de ädla husen i Västeros, muren och Targaryens.

## Handling
Kampen om järntronen följer tre huvudsakliga berättelser samtidigt.

### I de sju konungarikena
Efter att Lord Jon Arryn dör, huvudrådgivaren för kung Robert Baratheon, rekryterar Robert sin barndomsvän Eddard "Ned" Stark, nu Nordens herre, för att ersätta Arryn som "Kungens hand", och förlova sin dotter Sansa till Roberts son Joffrey. Ned accepterar positionen när han får veta att Arryns änka Lysa tror att han förgiftats av Roberts maka, drottningen Cersei Lannister och hennes familj. Strax därefter upptäcker Neds son Bran att Cersei har sex med sin tvillingbror Jaime Lannister, han kastar Bran från tornet för att dölja deras affär vilket lämnar honom komatös och förlamar benen.

### På muren
Romanens prolog introducerar muren: en forntida barriär av sten, is och magi, hundratals meter hög och hundratals mil lång, som skyddar de sju konungarikena från den norra vildmarken. Muren är bemannad av Nattens väktare: en order av krigare svurna att tjäna där för livet, försvarar riket från de förtäljande Andra, en forntida och fientlig omänsklig ras, liksom från de mänskliga "vildlingarna" som bor norr om muren. 

### Tvärs över det smala havet
Tvärs över det smala havet, öster om Västeros bor den förvisade prinsen Viserys och prinsessan Daenerys, barn till den sena "galna kungen" Aerys Targaryen, som styrde Västeros innan han blev besegrad av Robert Baratheon. Viserys förlovar Daenerys till Khal Drogo, en krigsherre från den nomadiska Dothraki, i utbyte mot användning av Drogos armé för att återta Västeros tron. Illyrio, en förmögen köpman som har stöttat de utfattiga Targaryens, ger Daenerys tre förstenade drakägg som bröllopspresent. Jorah Mormont, en riddare som är förvisad från Västeros, ansluter sig till Viserys som rådgivare. Ursprungligen livrädd för sin nya make och hans folk, omfamnar Daenerys så småningom hennes roll som Drogos drottning. Drogo visar dock litet intresse för att erövra Västeros, och en otålig Viserys försöker att skrämma sin syster till att tvinga Drogo. När Viserys hotar Daenerys offentligt, avrättar Drogo honom genom att hälla smält guld på huvudet.

## Teman
Under hela romanen står karaktärer ofta inför beslut som matchar en kompenserande egenskap mot en annan. The Guardian beskriver karaktärer som ofta "tvingas välja mellan sin kärlek till de nära dem och de större intressena för ära, plikt och rike." I Västeros beslutar Ned slutligen att ge sig söderut med Robert och lämnar mycket av sin familj i Vinterhed. Vid muren brottas Jon med benägenheten att gå med sin halvbror Robb i uppror eller stanna hos sina svurna bröder i Nattens väktare. Daenerys har problem med hur Dothrakier behandlar de som erövras i Essos. Dessa konflikter karaktärer möter, ofta återspeglar inkonsekventa beslutsfattande.

## Huvudpersoner
Handlingen i Kampen om järntronen följs ur nio olika personers perspektiv:
- Lord Eddard Stark, beskyddare av Norden och Lord av Vinterhed, Kungens hand – 15 kapitel
- Lady Catelyn Stark, Eddards maka – 11 kapitel
- Prinsessan Daenerys Targaryen, stormfödd, prinsessan av Draksten – 10 kapitel
- Tyrion Lannister, en dvärg och broder till tvillingarna drottning Cersei och Jaime, son till Lord Tywin Lannister – 9 kapitel
- Jon Snow,  Eddards oäkta son – 9 kapitel
- Bran Stark, en av Eddards och Catelyns söner – 7 kapitel
- Sansa Stark, Eddard och Catelyns äldsta dotter – 6 kapitel
- Arya Stark, Eddard och Catelyns yngsta dotter – 5 kapitel
- Prolog: Will, en man av Nattens väktare – 1 kapitel

I de senare böckerna läggs vissa perspektiv till medan andra tas bort.

## Skrivande
Martin erkänner flera författare som lånade ut sin tid och sin expertis under skrivandet av romanen: Melinda M. Snodgrass, Roger Zelazny och Jane Lindskold.

## Anpassningar
Kampen om järntronen och efterföljande romaner i Sagan om is och eld-serien har anpassats till en TV-serie, serieteckningar, flera kort-, bräd- och videospel och andra medier.

## Mottagning
Den 5 november 2019 noterade BBC News Kampen om järntronen på sin lista över de 100 mest inflytelserika romanerna.